# Izaak Landau

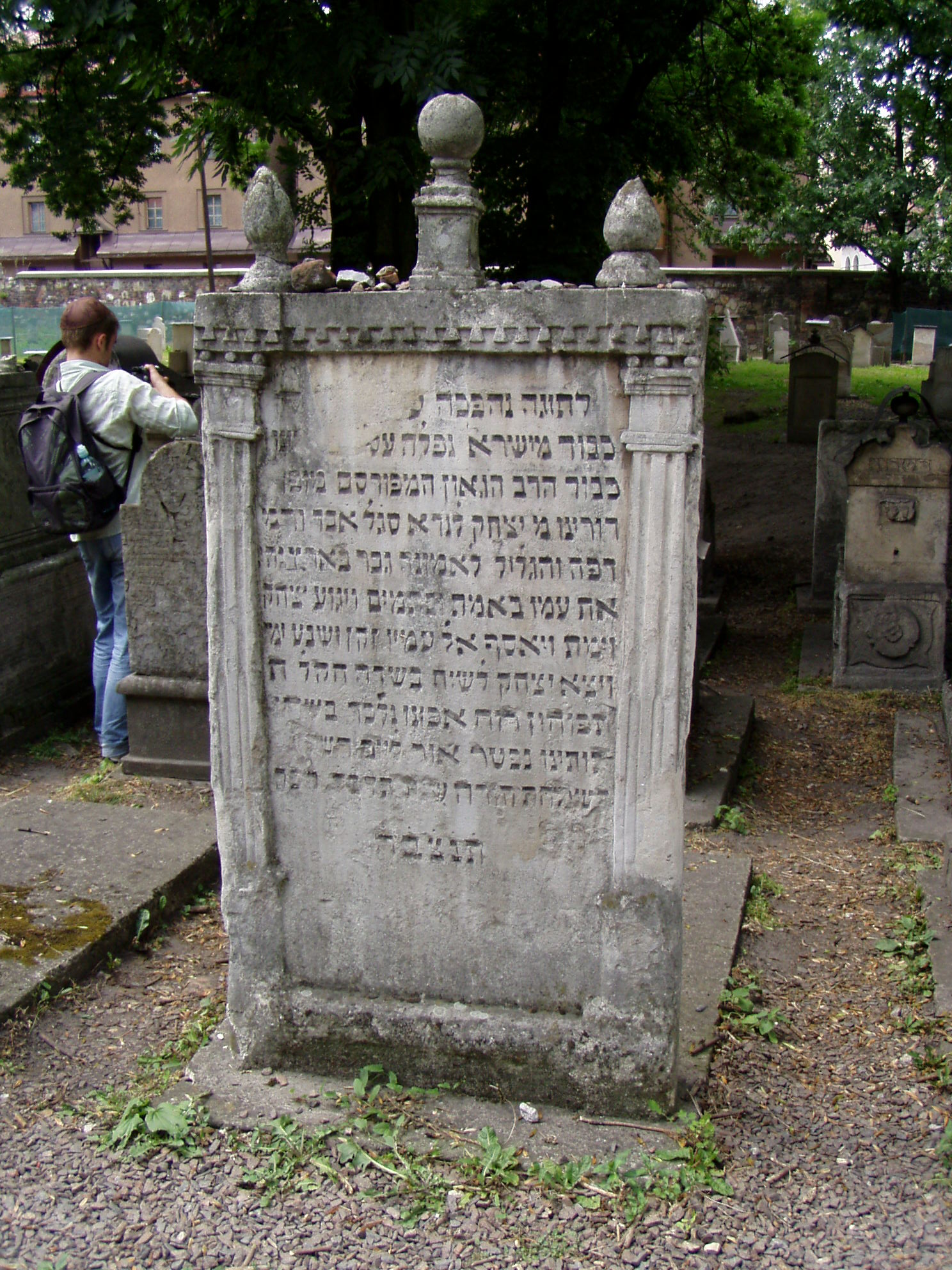
Grób Izaaka Landaua na cmentarzu Remuh w Krakowie

Izaak ben Cwi Hirsz Landau (zm. 1767 lub 1768 w Krakowie) – rabin, wybitny i wszechstronny autorytet w zakresie Talmudu  .
Pochodził ze znanej i wpływowej na terenie Małopolski rodziny, z której wywodziło się wielu prominentnych rabinów w Polsce od wczesnych lat XVII wieku. Jego teściem był Emanuel de Jona, lekarz króla Jana III Sobieskiego, co umocniło pozycję Landaua i wpłynęło na jego karierę  .
Od roku 1715 piastował mimo młodego wieku stanowisko rabina w Tarłowie, a następnie w latach 1718/1719–1724 rabina w Opatowie, skąd jednak ustąpił po ostrym konflikcie ze swoim bratem Judą Landauem. W roku 1729 objął, dzięki wsparciu rodziny żony, urząd rabina w Żółkwi (który sprawował do 1738), w 1735 zaś dodatkowo rabina ziemskiego ruskiego  .
Prowadził korespondencję z Jonatanem Eibeschützem, efektywnie go wspierając w jego sporze z Jaakowem Emdenem. Po tym, jak Eibeschütz odrzucił propozycję objęcia stanowiska rabina w Krakowie, przypadło ono w roku 1754 właśnie Landauowi, który został także rabinem ziemskim Małopolski, a ponadto przełożonym krakowskiego sądu rabinackiego i jesziwy .
Pochowany jest na cmentarzu Remuh przy ulicy Szerokiej .
Synowie Landaua byli rabinami w Gródku, Tarłowie i Opatowie .